# Kol (khủng long)
Kol là một chi khủng long, được Turner Nesbitt & Norell mô tả khoa học năm 2009.